# Rue Édouard-Colonne
Rue Édouard-Colonne är en gata i Quartier Saint-Germain-l'Auxerrois i Paris första arrondissement. Gatan är uppkallad efter den franske violinisten och dirigenten Édouard Colonne (1838–1910). Rue Édouard-Colonne börjar vid Quai de la Mégisserie 2 ter och slutar vid Rue Saint-Germain-l'Auxerrois 1 och Avenue Victoria 25.

## Bilder
| - Gatuskylt. - Édouard Colonne. - Rue Édouard-Colonne. Akvarell från 1840. |

## Omgivningar
- Saint-Germain-l'Auxerrois
- Sainte-Chapelle
- Louvren
- Tuilerierna
- Rue des Deux-Boules
- Rue des Lavandières-Sainte-Opportune
- Rue Bertin-Poirée
- Quai des Orfèvres
- Quai de la Mégisserie
- Rue des Bourdonnais
- Impasse des Bourdonnais

## Kommunikationer
- Tunnelbana – linje  – Pont Neuf
- Busshållplats Pont-Neuf – Quai du Louvre – Paris bussnät

### Webbkällor
- ”Rue Édouard-Colonne”. Mairie de Paris. https://web.archive.org/web/20160303194201/http://www.v2asp.paris.fr/commun/v2asp/v2/nomenclature_voies/Voieactu/3164.nom.htm. Läst 15 april 2023.
- ”Rue Édouard-Colonne (1er arrondissement)”. Les rues de Paris. https://web.archive.org/web/20200110131445/http://www.parisrues.com/rues01/paris-01-rue-edouard-colonne.html. Läst 15 april 2023.